# Òi (digramme)
Cette page contient des caractères spéciaux ou non latins. S’ils s’affichent mal (▯, ?, etc.), consultez la page d’aide Unicode.
Pour les articles homonymes, voir OI.
Òi (minuscule òi) est un digramme de l'alphabet latin composé d'un O accent grave (Ò) et d'un I. 

## Linguistique
- En piémontais, le digramme ‹ òi › représente le son [oi̯].

## Représentation informatique
Comme pour la majorité des digrammes, il n'existe aucun encodage de ‹ òi › sous la forme d'un seul signe. Il est toujours réalisé en accolant les lettres O accent grave et I.

### Unicode
Les caractères Unicode utilisables pour former ce digramme sont, :
- Capitale ÒI : U+00D2 U+0049
- Majuscule Òi : U+00D2 U+0069
- Minuscule òi : U+00F2 U+0069